# تمامیت‌خواهی
توتالیتاریسم یا تمامیت‌خواهی (به انگلیسی: Totalitarianism) شکلی از حکومت و نظام سیاسی است که با استفاده از قدرت و با اصل ایجاد وحشت در جامعه، در همهٔ امور اجتماعی، اقتصادی، سیاسی، فرهنگی و آموزشی به شکلی انحصاری و با ایجاد فضای خفقان، دخالت می‌کند. این رژیم‌ها توتالیتر یا تمامیت‌خواه نامیده می‌شوند.

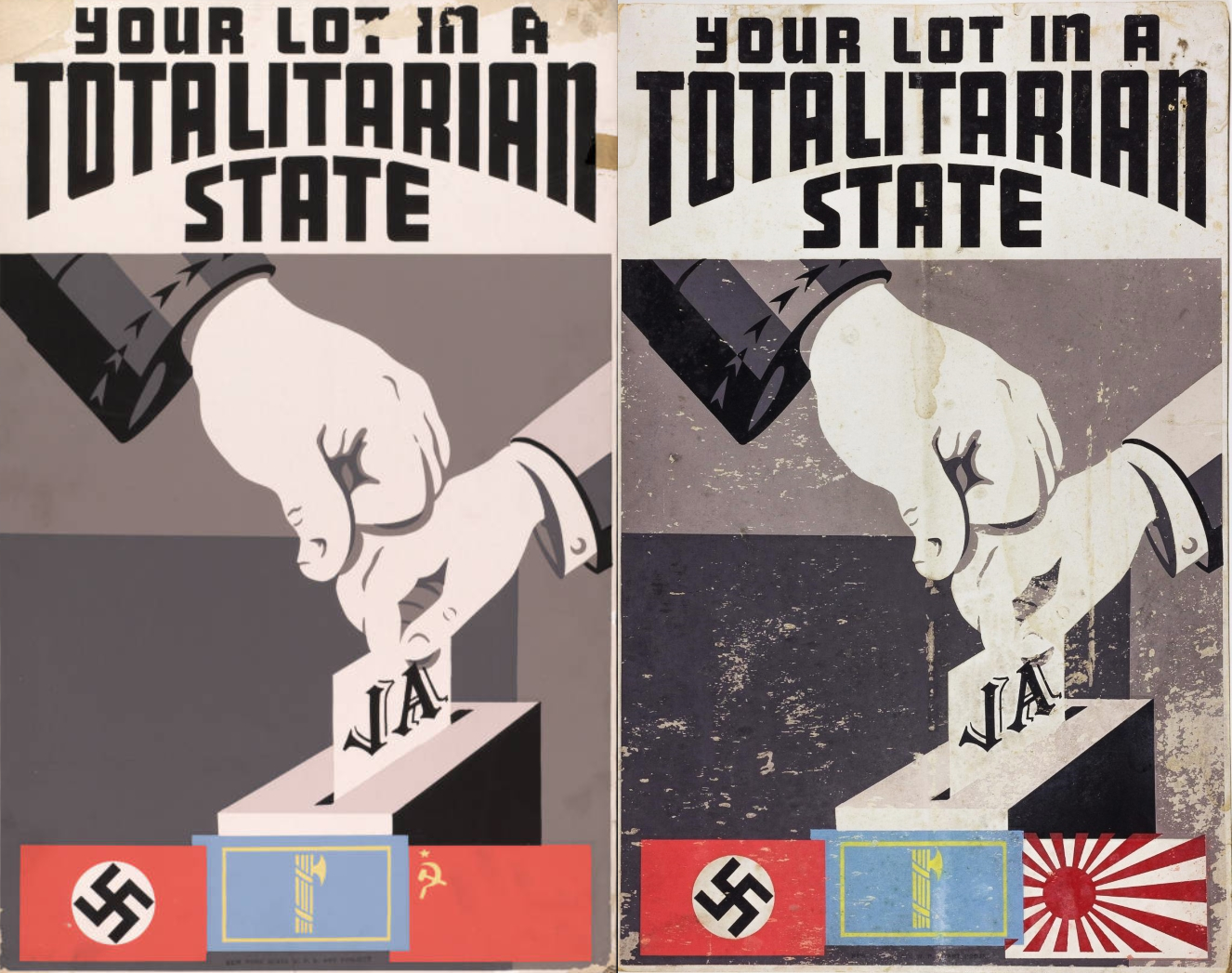
دو نسخه از پوستر تبلیغاتی جنگ جهانی دوم ایالات متحده آمریکا با عنوان «سرنوشت شما در یک حکومت تمامیت‌خواه» که فرایند انتخابات ساختگی و دروغین را در آلمان نازی، ایتالیای فاشیستی و اتحاد جماهیر شوروی به تصویر می‌کشد. در نسخهٔ سمت راست که پس از عملیات بارباروسا ساخته شده است، پرچم اتحاد جماهیر شوروی (عضو متفقین) با پرچم امپراتوری ژاپن (عضو متحدین) جایگزین شده است.

در واقع، یک رژیم توتالیتر صرفاً یک دیکتاتوری سیاسی نیست، بلکه یک دیکتاتوری ایدئولوژیک است؛ به این معنا که علاوه بر آزادی سیاسی مخالفان، آزادی سبک زندگی آنان را نیز به شدّت محدود می‌کند و شهروندان غیرسیاسی را نیز تا جایی که بتواند، تحت نظارت و کنترل قرار می‌دهد. این ویژگی به این دلیل است که رژیم توتالیتر مبتنی بر یک ایدئولوژی فراگیر است؛ ایدئولوژی‌ای که یا برای همهٔ ابعاد زندگی بشر برنامه دارد یا در پی ایجاد «انسان نوین» است یا هر دو. رژیم‌های توتالیتر با تکیه بر یک ایدئولوژی پُرطمطراق، به دنبال ایجاد «جامعه‌ای آرمانی» و «انسانی نوین» هستند و این پروژه را با خشونت و ارعاب شدید دنبال می‌کنند.

## تعریف
در نظام‌های سیاسی توتالیتر، دولت کنترل کامل و فراگیری بر تمامی جنبه‌های زندگی عمومی و خصوصی شهروندان دارد و از طریق ابزارهایی مانند سرکوب، تبلیغات گسترده و ایدئولوژی متمرکز، هرگونه آزادی فردی یا جمعی را از بین می‌برد. این مفهوم در قرن بیستم، به‌ویژه پس از ظهور رژیم‌های فاشیستی در ایتالیا، نازیسم در آلمان، و استالینیسم در اتحاد جماهیر شوروی، به عنوان پدیده‌ای متمایز در نظریات سیاسی برجسته شد. اصطلاح توتالیتاریسم نخستین بار توسط بنیتو موسولینی در دهه ۱۹۲۰ ابداع شد و او آن را «همه چیز در دولت، هیچ چیز خارج از دولت، هیچ چیز علیه دولت» تعریف کرد؛ دیدگاهی که هدفش سلطهٔ مطلق دولت بر جامعه بود. برخلاف دیکتاتوری‌های سنتی که بر حفظ قدرت متمرکز بودند، توتالیتاریسم با استفاده از یک ایدئولوژی جامع و اجباری، به بازسازی کامل ساختارهای اجتماعی و فکری می‌پردازد و از ترور و خشونت سیستماتیک برای تحمیل ارادهٔ خود بهره می‌برد.
توتالیتاریسم یا تمامیت‌خواهی اغلب افراطی‌ترین شکل اقتدارگرایی در نظر گرفته می‌شود و شکلی از حکومت است که آزادی فردی را مجاز نمی‌داند. حکومت تمامیت‌خواه همواره تلاش می‌کند از طریق اجبار، ارعاب و سرکوب تمام جنبه‌های عمومی و خصوصی زندگی افراد را به نفع خود کنترل کند. رهبران حکومت‌های تمامیت‌خواه معمولاً افراد مستبد و دیکتاتوری هستند که وفاداری بی‌چون‌وچرا می‌خواهند و افکار عمومی را از طریق پروپاگاندا در رسانه‌های خود کنترل می‌کنند.
رژیم‌های توتالیتر با اهرم قانونی که خود وضع می‌کنند، در تمام عرصه‌های زندگی مردم و حریم خصوصی افراد دخالت کرده و آن را تحت سلطهٔ خود قرار می‌دهند. به گفتهٔ هانا آرنت فیلسوف آلمانی، توتالیتاریسم صورت جدیدی از رژیم‌های سیاسی است که ایجاد وحشت (terror) اصل راهنمای آن است. تفاوت «ترس» با «وحشت» آن است که اوّلی عمودی است و دومی هم عمودی است و هم افقی. در رژیم استبدادی مردم از مستبدی که بالای سرشان نشسته می‌ترسند؛ امّا در رژیم توتالیتر مردم هم از رهبر وحشت دارند و هم از یکدیگر.
کارل فریدریش رژیم توتالیتر را بر اساس چهار ویژگی تعریف کرده است:
1. ایدئولوژی کل‌گرا یا همه‌گیر؛ مجموعه‌ای از اصول عقاید سیاسی فراگیر که همه باید به آن وفادار باشند.
2. حزب واحد که نسبت به این ایدئولوژی متعهد است و معمولاً توسط یک فرد یا یک دیکتاتور رهبری می‌شود.
3. پلیس مخفی که قدرت آن بر اساس ترور و وحشت نهاده شده است و افرادی که گمان می‌رود مخالفان رژیم هستند، یافته و کیفر می‌دهد.
4. کنترل انحصاری سازمان‌های اقتصادی، رسانه‌های همگانی و ارتش توسط دولت.[۴]

## منشأ و ویژگی‌ها
نظام توتالیتر با اتکا بر توده‌ها به قدرت می‌رسد، بر آنان فرمان می‌راند و از آنان برای رسیدن به اهداف خویش بهره می‌برد. «ارتش خلقی» ایجاد می‌کند، مقام می‌بخشد، کار می‌دهد، پول می‌دهد، اعتبار می‌بخشد و از آنان عامل و ابزار خشونت می‌سازد و می‌کوشد در عرصهٔ تفکر، ماشین شست‌وشوی مغزی به کار اندازد و افکار را به کنترل خویش درآورد. تودهٔ مردم به هواداران شیفتهٔ حکومت تبدیل می‌شوند و جنبشی را آغاز می‌کنند که در بی‌هویتی اوج می‌گیرد تا در پناه آن به هویت جمعی دست یابند. آنان هویت خویش را در هویت رهبر کشف می‌کنند.
برای چنین حکومت‌هایی منافع ملّی و طبقاتی از اهمیتی برخوردار نیست، بلکه تنها جنبش ایدئولوژیکی اهمیت دارد که پایگاه قدرت آن‌ها را تأمین می‌کند. این جنبش به جنبشی فراطبقاتی بدل می‌شود و چنان در خدمت ایدئولوژی قرار می‌گیرد که حتی غریزهٔ حفظ حیات خود را نیز از دست می‌دهد و به آلت دست رهبری جنبش برای دست زدن به هر کاری (حتی مغایر با موازین اخلاقی و انسانی) بدل می‌شود. رژیم‌های توتالیتر در نهایت به این سبب ممکن شدند که پایان جهان و باز شدن درهای بهشت را وعده می‌دادند. از پیروان خود می‌خواستند که امروز را فدای چنین فردایی کنند و هر وسیله‌ای را برای رسیدن به آن نه‌تنها مجاز بلکه لازم جلوه می‌دادند. این‌گونه رژیم‌ها در حیطهٔ قدرت خود آن‌چنان فضای بسته‌ای ایجاد می‌کنند که در آن، اندیشه را به مسلخ می‌برند. از سوی دیگر، چنین نظام‌هایی همواره به دشمنی نیاز دارند تا بتوانند با «مبارزهٔ ضروری و حیاتی» با آن به خود مشروعیت بخشند.
هانا آرنت در مطالعهٔ جنبش‌هایی که به برآمدن نظام‌های توتالیتر منجر می‌شوند، دو جنبه کشف کرده است: اوّل اینکه چنین جنبش‌هایی بدین سبب با سرعت رشد می‌کنند که پایگاه «مردمی» آن را توده‌ای می‌سازد که در روند مدرنیزه از روستا به شهر روانه شده و هویت فرهنگی خود را از دست داده است. این توده به سادگی جذب جنبش‌هایی می‌شود که تأمین حداقلی از نیازهای زندگی را نوید می‌دهند و به هواداران خود هویتی نوین عرضه می‌دارند. به همین سبب هم در استفاده از پرچم و شعار زیاده‌روی می‌کنند. دوم اینکه مردم پیش از برآمدن چنین جنبش‌هایی از حداقلی آزادی و حقوق مدنی برخوردارند و همین موضوع هم مانعی برای برقراری نظام توتالیتر است. به همین دلیل، نظام‌های توتالیتر به ترور شدید و وسیعی دست می‌زنند و با برپا کردن اردوگاه‌های مرگ و گولاگ‌ها می‌خواهند به تودهٔ مردم عادی بفهمانند که تنها با پیوستن به «جنبش» ممکن است از امنیتی نسبی برخوردار شوند.
از ویژگی‌های عمدهٔ توتالیتاریسم: تبلیغات وسیع و سنگین دروغین، دستگاه پلیسی و اطلاعاتی پیچیده، بحران‌سازی، دشمن‌تراشی، کیش شخصیت و قداست بخشیدن به رهبر و ارزش‌های حکومت، ترویج دیدگاه ماکیاولی (حفظ قدرت به هر قیمت)، حذف اندیشه‌های متفاوت و ایدئولوژی‌های مخالف خود، ترویج فرهنگ حذفی و خودپرستانه، ایجاد فضای رعب و وحشت، زندان، شکنجه، سانسور شدید خبری، انتخابات غیرآزاد و نمایشی، ایجاد طیفی از افراد وفادار از قشر لمپن و افراد بی‌طبقهٔ جامعه از طریق امکانات مادّی، انحصار رسانه‌های عمومی و مجازی و استفادهٔ حداکثری از آن برای بی‌حیثیت نمودن مخالفان از طریق ساخت فیلم‌های تبلیغاتی است.
همچنین رژیم‌های توتالیتر دیدگاه ایدئولوژیک خود را دربارهٔ تمام جنبه‌های زندگی بر مردم تحمیل می‌کنند. هنر فقط برای مقاصد تبلیغاتی تحت کنترل قرار نمی‌گیرد، بلکه باید ایدئولوژی نظام را بازتاب دهد. آنچه «حقیقت» ایدئولوژیک است، به عنوان واقعیت تاریخی پنداشته می‌شود و هرگونه اندیشه‌ای باید در قالب اصطلاحات ایدئولوژیک بیان شود. عدالت بر اساس وفاداری به ایدئولوژی و مهم‌تر از همه به رهبر تصور می‌شود. القای ایدئولوژی به‌ویژه از طریق نظام آموزشی گسترده است و سازمان‌های اقتصادی و همچنین سایر سازمان‌ها تحت کنترل دولت بوده و نفوذ ایدئولوژیک گسترده‌ای بر تمام جنبه‌های جامعه حکفرماست.
در میان رژیم‌های توتالیتر، توتالیتاریسم دینی خطرناک‌ترین نوع حکومت است. چنین نظامی با استفاده از دین رفتار سرکوبگرانهٔ خود را مشروع جلوه داده و از اعتقادات مردم جهت پیشبرد منافع خود استفاده می‌کند. نظام جمهوری اسلامی ایران در این دسته از حکومت‌ها قرار می‌گیرد.
نمونه‌هایی چون کمونیسم (لنینیسم، مائوئیسم و…)، فاشیسم، نازیسم، اسلام‌گرایی و دین‌سالاری در حقیقت زیرگونه‌های این گونهٔ حکومتی هستند.

## علائم تشخیص یک حکومت توتالیتر[۱۴]
1. بسته‌شدن رسانه‌ها و روزنامه‌های منتقد حکومت.
2. وجود سانسور شدید در تمام ابعاد، از جمله اطلاعات، رسانه‌ها، اینترنت، مطبوعات و کتاب.
3. زندانی‌شدن افرادی که از حکومت انتقاد می‌کنند.
4. پناهندگان سیاسی فراوان در کشورهای دیگر.
5. اقتصاد بستهٔ دولت‌مدار و سیاست‌های اقتصادی مرکانتیلیستی یا سوسیالیستی.
6. وجود رهبری مقتدر و اغلب کاریزماتیک در رأس حکومت[۱۵]
7. شخصیت‌پرستی (کیش شخصیت)
8. وجود ایدئولوژی فراگیر رسمی و حکومتی که همه‌چیز با آن سنجش می‌شود.
9. استفاده از قانون به نفع دولت و خواسته‌های صاحبان قدرت.
10. پایمال کردن ارزش‌های دموکراتیک و حقوق بشری، سرکوب و تبعیض نظام‌مند و بنیادین علیه افرادی با گرایش جنسی یا هویت جنسیتی مختلف و سرکوب حقوق افراد سیاسی، مذهبی و قومی.
11. قرار داشتن انحصار رسانه‌های فراگیر از جمله رادیو و تلویزیون، در اختیار دولت و نبود رادیو و تلویزیون خصوصی.
12. دولتی بودن تمام نظام‌های ارتباطی از جمله پُست، تلفن و اینترنت.
13. تشویق مردم به شرکت در انتخابات‌های نمایشی یا فرمایشی برای کسب مقبولیت و پشتوانهٔ مردم و نشان دادن رضایت مردم از حکومت به اپوزیسیون و جامعه بین‌الملل.
14. مقدس‌شماری رهبر، ارزش‌ها، آرمان‌های رسمی حاکمیت و ارزش‌گذاری بر میزان موافقت با نظرات رهبر و محبوبیت نزد او.
15. برخورد سخت‌گیرانه و بی‌رحمانه با مخالفان حکومت و عدم مدارا با مخالفان و معترضان.
16. محدودشدن آزادی‌های فردی، به‌ویژه آزادی بیان.

## سرانجام حکومت‌های توتالیتر
هانا آرنت معتقد است که در طول حیات یک نظام تمامیت‌خواه سه مرحله رخ می‌دهد:
- مرحلهٔ اوّل زمانی است که این نظام پا می‌گیرد و ظهور می‌کند. در این مرحله مردم به سادگی حکومت جدید را می‌پذیرند و چه بسا به آن علاقه‌مند هستند.
- در مرحلهٔ دوم، مردم چشمشان را به روی واقعیت‌ها باز می‌کنند. آن‌ها در می‌یابند که هیچ‌یک از وعده‌های حکومت تحقق نیافته و هیچ‌یک از ابعاد زندگی آنان که در کنترل شدید دولتی قرار دارد، سامان نیافته است. در این مرحله، بقای نظام آرام آرام به خطر می‌افتد. برخی به فکر اصلاحات می‌افتند ولی چون اصول ایدئولوژیک غیرقابل‌تغییر هستند، اصلاحات نیز راه به جایی نمی‌برد.
- در مرحلهٔ سوم، نارضایتی‌ها به حداکثر می‌رسد و خطر سقوط بیش از پیش حکومت را تهدید می‌کند. در این مرحله، رهبران و سران حکومت برای بقا به هر چیزی متوسل می‌شوند و حتی از متوسل شدن به خشونت آشکار نیز ابایی ندارند. سرکوب معترضان، از بین بردن احزاب مخالف، تشدید سانسور و ارعاب و پروپاگاندا در این مرحله به اوج می‌رسد؛ امّا به نظر می‌رسد هیچ‌یک از اقدامات حکومت دیگر راهگشا نیست. دایرهٔ افراد معتمد حکومت روز به روز تنگ‌تر، ناکارآمدی‌ها گسترده‌تر و اعتراضات شدیدتر می‌شود. در نهایت، اعتراضات گستردهٔ مردمی باعث فروپاشی حکومت توتالیتر می‌شود.[۱۶]

## توتالیتاریسم اوّلیه
مفهوم تمامیت‌خواهی در مورد حکومت‌هایی که پیش از قرن بیستم وجود داشته‌اند و حتی در مورد حکومت‌هایی که در دوران باستان نیز وجود داشته‌اند، به کار رفته است. برای مثال، دایرةالمعارف بریتانیکا مفهوم تمامیت‌خواهی را برای حکومت‌هایی مانند سلسله موریا در هند (حدود ۳۲۱ تا ۱۸۵ پیش از میلاد)، دودمان چین در چین (۲۲۱ تا ۲۰۷ پیش از میلاد) و سلطنت شاکا، رئیس قبیله زولو (حدود ۱۸۱۶ تا ۱۸۲۸ میلادی) به کار می‌برد. نویسندگانی مانند پیتر برنهولز مفهوم تمامیت‌خواهی را در مورد شهر ژنو تحت رهبری جان کالوین، امپراتوری‌های اموی، مغول، آزتک و اینکا و همچنین مونستر در دوران شورش آناباپتیست‌ها و نهضت المهدیه نیز به کار می‌برند.